# Love Is A Pendulum
Love Is A Pendulum (es: El amor Es Un Péndulo) es un álbum por el vibrafonista jazz estadounidense Joe Locke en 2015, en el sello discográfico Motéma. El álbum está centrado alrededor del cinco-movimiento suite del mismo nombre, el cual Locke se fue inspirado a escribir después de leer un poema por escritora Barbara Sfraga.

## Lista de temas
| Núm. | Título                                                      | Escritor(es) | Duración |
| ---- | ----------------------------------------------------------- | ------------ | -------- |
| 1.   | "Variation On Wisdom" (Variación De Sabiduría)              | Locke        | 2:09     |
| 2.   | "Love Is The Tide" (El Amor Es La Marea)                    | Locke        | 11:37    |
| 3.   | "Love Is A Planchette" (El Amor Es Una Tabla Espiritista)   | Locke        | 7:55     |
| 4.   | "Love Is A Pendulum" (El Amor Es Un Péndulo)                | Locke        | 8:45     |
| 5.   | "Love Is Letting Go" (El Amor Es Dejar Libre)               | Locke        | 4:52     |
| 6.   | "Love Is Perpetual Motion" (El Amor Es Movimiento Perpetuo) | Locke        | 10:38    |
| 7.   | "For Jessie Mountain" (Para Jessie Mountain)                | Locke        | 5:45     |
| 8.   | "Last Ditch Wisdom" (Sabiduría Desesperada)                 | Locke        | 6:44     |
| 9.   | "Embrace" (Abrazo)                                          | Locke        | 7:45     |

## Personal
El sitio web de Locke lista el personal del álbum como sigue:

### Músicos invitados
- Rosario Giuliani
- Donny McCaslin (saxos)
- Paul Bollenback (guitarra)
- Victor Provost (tambor metálico)
- Theo Bleckmann (voz)

### El Cuarteto de Locke
- Robert Rodriguez (piano)
- Terreon Cauce (tambores y coproductor)
- Ricardo Rodriguez (bajos).